# スキマスイッチ “Soundtrack” THE MOVIE
『スキマスイッチ “Soundtrack” THE MOVIE』は、スキマスイッチのライブBlu-ray。

## 解説
- 史上初の漫画とのコラボレーションライブとなった「スキマスイッチ “Soundtrack”」のライブ映像を収録[1]。
- ステージ全体、ライブ演奏、漫画映像を切り替えて楽しめるマルチアングルを採用[1]。
- 通常盤・ファンクラブ限定DELUXE盤の2種同時発売[1]。
- DELUXE盤には、ライブ音源を収録したCD、メンバーや漫画原作者の岸田奈美らが制作秘話を語った座談会インタビューやライブ写真を織り込んだスペシャル・ブックレット、漫画の登場人物とメンバーが一堂に会する書き下ろしイラストをパネルにしたアクリルスタンドが付属された[1]。

## バンドメンバー
| バンドメンバー | バンドメンバー           |
| -------------- | ------------------------ |
| 大橋卓弥       | Vocal, Guitar            |
| 常田真太郎     | Piano, Keyboards, Chorus |
| 村石雅行       | Drums                    |
| 種子田健       | Bass                     |
| 石成正人       | Guitar, Chorus           |
| 浦清英         | Keyboards, Organ         |
| 松本智也       | Percussion, Chorus       |
| 本間将人       | Sax, Chorus              |
| 田中充         | Trumpet, Chorus          |

## 収録曲

### 通常盤・ファンクラブ限定DELUXE盤共通

#### Blu-ray
- 2021年12月22日に日本武道館で開催された公演の模様を収録。

1. ～Prologue～
2. 未来花
3. 1017小節のラブソング
4. ラストシーン
5. 月見ヶ丘
6. いろは
7. アイスクリーム シンドローム
8. ミスターカイト
9. 青春
10. 藍
11. 全力少年
12. サウンドオブ
13. ユリーカ
14. パラボラヴァ
15. 奏（かなで）
16. 未来花 for Anniversary

### ファンクラブ限定DELUXE盤のみ

#### CD
- 2021年12月22日に日本武道館で開催された公演の模様を収録。

1. 未来花
2. 1017小節のラブソング
3. ラストシーン
4. 月見ヶ丘
5. いろは
6. アイスクリーム シンドローム
7. ミスターカイト
8. 青春
9. 藍
10. 全力少年
11. サウンドオブ
12. ユリーカ
13. パラボラヴァ
14. 奏（かなで）
15. 未来花 for Anniversary

## プロモーション
- 対象のショップでの購入者にはCDショップ特典がプレゼントされた[2]。
- 購入する対象店舗に応じて先着で購入特典がプレゼントされた。

| 対象店舗     | 特典内容                   |
| ------------ | -------------------------- |
| Amazon.co.jp | 商品絵柄のビジュアルシート |
| 楽天ブックス | 商品絵柄のステッカー       |

- 「スキマスイッチ TOUR 2022 "café au lait"」会場での予約者または購入者には「ツアー日程入り・オリジナルブックカバー（B４サイズ）」がプレゼントされた[2]。